# Industrie agroalimentaire en Tunisie
L'industrie agroalimentaire en Tunisie est un secteur de l'industrie en Tunisie qui, selon le site spécialisé AGROTech, connaît une certaine dynamique grâce à la modernisation de l'appareil de production et de la distribution, l'amélioration de la qualité et la diversification de la production.

## Statistiques
Selon l'Institut national de la statistique, le secteur occupe 94 100 personnes au premier trimestre 2019. Les exportations sont orientées vers plus d'une centaine de destinations, notamment l'Union européenne (Italie, France et l'Espagne) et la Libye. Les principaux produits d'exportation sont l'huile d'olive, les dattes et les produits de la mer.
Selon les statistiques de l'Agence de promotion de l'industrie et de l'innovation, le tissu industriel du secteur comporte près de 1 100 entreprises employant au moins dix personnes dont 213 produisent totalement pour l'exportation. Elles sont répartis comme suit :
| Activités                           | Entreprises « totalement exportatrices » | Autres entreprises | Total |
| ----------------------------------- | ---------------------------------------- | ------------------ | ----- |
| Industries des huiles et corps gras | 29                                       | 292                | 321   |
| Industries des fruits et légumes    | 27                                       | 52                 | 79    |
| Entreposage frigorifique            | 89                                       | 96                 | 185   |
| Industries du poisson               | 33                                       | 39                 | 72    |
| Industries des céréales et dérivés  | 9                                        | 231                | 240   |
| Industries des boissons             | 4                                        | 58                 | 62    |
| Industries du lait et dérivés       | 2                                        | 46                 | 48    |
| Industries du sucre et dérivés      | 4                                        | 30                 | 34    |
| Industries des viandes              | 0                                        | 23                 | 23    |
| Autres industries alimentaires      | 29                                       | 66                 | 95    |

N.B. : Certaines entreprises opèrent dans plusieurs activités à la fois.

## Organisation et gouvernance
Les structures publiques d'appui à cette industrie sont les suivantes :
- Centre technique de l'agroalimentaire[5] ;
- Centre technique de l'emballage et du conditionnement ;
- Technopoles dont celle spécialisée de Bizerte[6] ;
- Groupements interprofessionnels.